# キルティプル

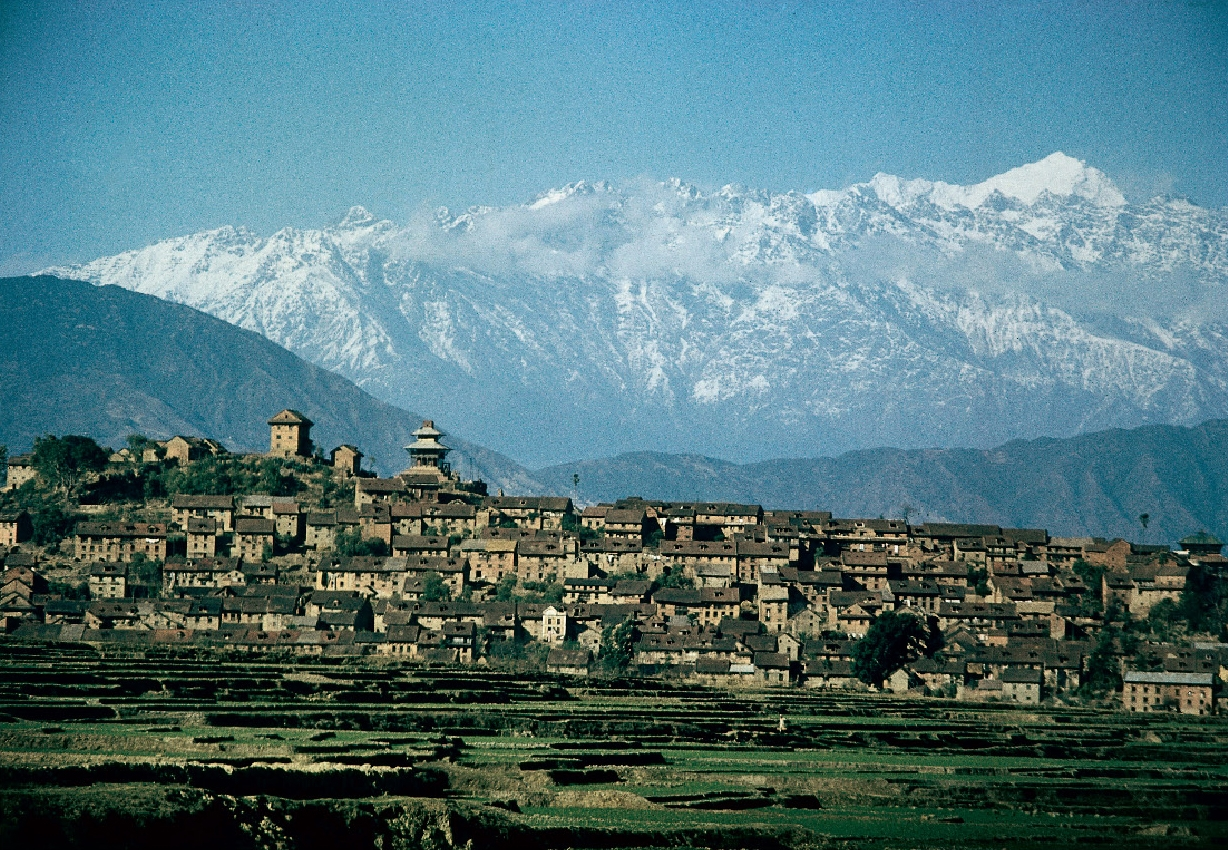
ヒマラヤ山脈とキルティプルの街

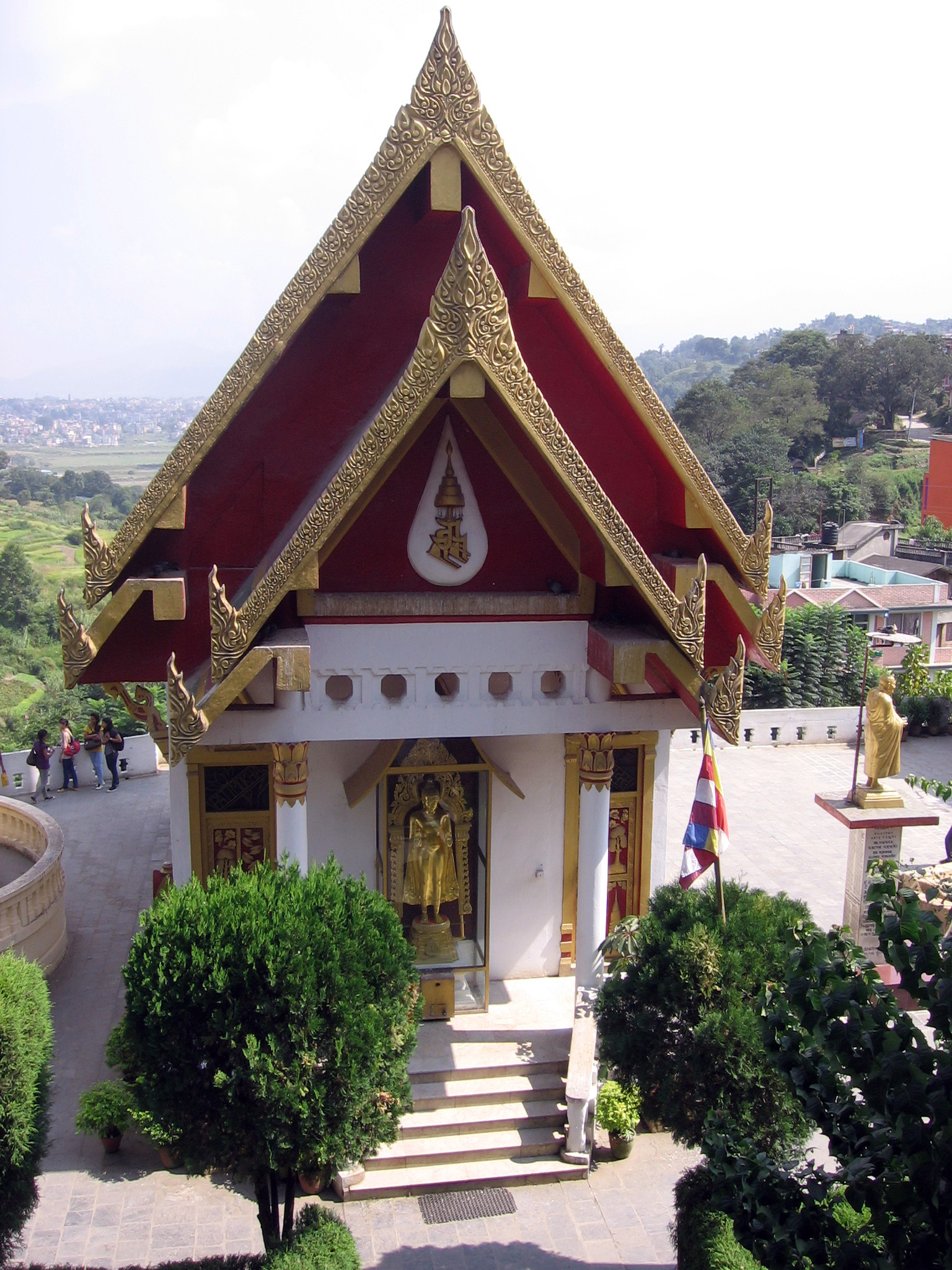
キルティプルの寺院

キルティプル（Kirtipur）は、ネパールのバグマティ州のカトマンズ郡の都市。
2021年の人口は8万1782人。
カトマンズ盆地の先住民、ネワール族が多く住む。 キルティプルの名前は、Kirti（栄光）およびpur（都市）に由来し“栄光の都市”や“繁栄の町”という意味である。
12世紀にパタンの衛星都市として建設されたキルティプルは、1766年にネパール王国の祖プリトビ・ナラヤン・シャハに攻略されて陥落されるまでカトマンズやバクタプルと肩を並べる都市の一つであった。
中心部の旧王宮やバク・バイラブ寺院などをはじめとして、日干し煉瓦で造られた建物が立ち並ぶネワール建築がよく保存されている。
キルティプルは、カトマンズの南西5キロメートルに位置する二つの丘の上に築かれている。東側の丘の上に仏塔・チランチュ・ストゥーパが、西側の丘の上にはウマー・マヘーシュワル寺院がある。またネパール最大の大学、トリブバン大学の中心キャンパスがある。
普段は静かな町であるが、1990年の民主化運動（ジャナ・アンドラン）の時は、パタンとともに解放区が設けられ、官憲に抵抗した。